# Niccolò Caracciolo Moschino
Niccolò Caracciolo Moschino OP (ur. w Neapolu, zm. 29 lipca 1389 w Rzymie) – włoski kardynał.

## Życiorys
Urodził się w Neapolu i w młodości wstąpił do zakonu dominikanów. Wykładał teologię w klasztorze we Florencji i Neapolu. Pełnił funkcję inkwizytora królestwo Sycylii i utrzymywał dobre relacje z Joanną I. 18 września 1378 roku został kreowany kardynałem prezbiterem i otrzymał kościół tytularny S. Ciriaco alle Terme. W latach 1378–1386 był kamerlingiem Kolegium Kardynalskiego, a w 1389 – penitencjariuszem większym. W 1380 roku został administratorem apostolskim Mesyny i pełnił tę rolę do 1387 roku, kiedy to został legatem w Perugii, Wenecji i Neapolu. Zmarł 29 lipca 1389 roku w Rzymie.